# KFC Poperinge
KFC Poperinge is een Belgische voetbalclub uit de West-Vlaamse stad Poperinge. De club is aangesloten bij de KBVB met stamnummer 150 en heeft rood-geel-zwart als kleuren. Het is de oudste voetbalploeg van Poperinge met stamnummer 150. De club speelt al heel haar geschiedenis in de provinciale reeksen, op het seizoen 1971/72 na, toen men een jaar in de nationale bevorderingsreeksen speelde.

## Geschiedenis
In 1908 werd Poperinghe Football Club opgericht, dat in 1909 aansloot bij de Belgische Voetbalbond UBSSA. Men begon te voetballen in de weide rond de staande wip van de schuttersvereniging Sint-Joris. Niet veel later trok men naar "De Kouter" om te voetballen. In die eerste jaren zorgde vooral FC Yprois, uit de nabijgelegen stad Ieper, voor rivaliteit.
Tijdens de Eerste Wereldoorlog, waarin Poperinge vlak bij het front lag, waren er geen voetbalactiviteiten. Na de Eerste Wereldoorlog werd de club opnieuw opgericht. Men ging spelen op een weide in de Rekhofstraat. De clubkleuren waren ook veranderd; van eerst groen-wit naar geel-zwart. In 1921 sloot men opnieuw aan bij de Belgische Voetbalbond. Men verhuisde opnieuw naar De Kouter en werden de clubkleuren terug rood-geel. De club klom langzaamaan op naar de hogere gewestelijke reeksen tegen de jaren dertig.
Vanaf 1943 speelde men op "De Eklips", langs de Elverdingseweg. Na de Tweede Wereldoorlog speelde men verscheidene seizoenen in Tweede Provinciale. In het seizoen 1951-1952 werd de club koninklijk en droeg voortaan de naam KFC Poperinge. Er werd opnieuw op De Kouter gevoetbald. In 1954/55 was men één jaartje even teruggezakt naar Derde, maar na dit ene seizoen kon men meteen terug de plaats in Tweede Provinciale innemen. In 1961 promoveerde men naar de hoogste provinciale afdeling. Poperinge kon zich echter moeilijk handhaven in Eerste Provinciale, en zakte in 1966 na vier seizoenen terug.
Begin jaren 70 kende Poperinge een sterke periode. In 1970 haalde men de titel in Tweede Provinciale, met bijhorende promotie als gevolg. Poperinge ging door op zijn elan, en werd ook in Eerste Provinciale in 1972 onmiddellijk kampioen. Voor het eerst in het bestaan van de club mocht men naar de nationale reeksen. Men speelde er in het gezelschap van vier andere West-Vlaamse club, namelijk het pas gefusioneerde KV Kortrijk, FC Torhout, SK Gullegem en buur Cercle Ieper. Het bleef echter bij dit ene seizoen, en Poperinge zakte terug.
Na vijf jaar zakte men weer verder naar Tweede Provinciale. De jaren 80 bleven wisselvalig, met zelfs verschillende seizoenen waarin men naar Derde Provinciale was weggezakt. In de jaren 90 kon men, met wisselende succes, weer opklimmen naar de hoogste provinciale reeksen.
Ondertussen was men ook verhuisd naar het stedelijk sportstadion aan Ouderdomseweg.
KFC behaalde in het seizoen 2014-2015 in de derde provinciale reeks A de kampioenstitel op 29-3-2015 en keert alzo terug naar de tweede provinciale reeks, de reeks waar de club in zijn bestaan meestal heeft gespeeld.
KFC behaalde in het seizoen 2016-2017 in de tweede provinciale reeks B de kampioenstitel op 19-3-2017 en promoveert alzo naar de eerste provinciale reeks.
Sedert het seizoen 2020-21 speelt KFC Poperinge weer in 2e provinciale. Op vijf wedstrijden voor het eind -de start van corona- had het 1 punt te weining om zich te handhaven.
De club was ook een van de eerste ploegen die startte met een B-elftal en laat daarvoor enkel spelers aantreden uit eigen jeugd. 
Voor het seizoen 2023-24 schrijft de club ook voor het eerst een dameselftal in in competitie. Het gaat daarvoor een samenwerking aan met BS Westhoek.
De jeugdwerking speelt sinds het seizoen 2022-2023 interprovinciaal.